# Motomondiale 2002
La stagione del motomondiale 2002 è stata la cinquantaquattresima edizione del motomondiale riconosciuta dalla F.I.M; per il terzo anno consecutivo non vi furono modifiche nei gran premi presenti se non in alcuni cambi di date: le prove restarono sempre 16.

## Il contesto
Si trattò della prima stagione in cui al via si presentava la nuova classe MotoGP in sostituzione della precedente classe 500; per questo primo anno anche le motociclette della classe abolita, dotate di motore a due tempi da 500 cm³ di cilindrata, furono ammesse al via a fianco dei nuovi modelli dotati di motore a quattro tempi da 990 cm³.
La stagione cominciò il 7 aprile con il Gran Premio motociclistico del Giappone e continuò senza particolari modifiche rispetto all'anno precedente fino al Gran Premio motociclistico d'Australia; l'unica variazione fu quella che per l'ultima prova si tornò in Spagna per l'effettuazione del Gran Premio motociclistico della Comunità Valenciana del 3 novembre (negli anni precedenti l'ultima prova era sempre stata al di fuori del territorio europeo).
Valentino Rossi vinse la prima stagione dell'era MotoGP mentre Marco Melandri e Arnaud Vincent la spuntarono rispettivamente in 250 e 125.

## Il calendario
| 7 aprile Resoconto     | GP del Giappone (Suzuka)             | Arnaud Vincent    | Osamu Miyazaki  | Valentino Rossi |
| 21 aprile Resoconto    | GP del Sudafrica (Welkom)            | Manuel Poggiali   | Marco Melandri  | Tōru Ukawa      |
| 5 maggio Resoconto     | GP di Spagna (Jerez)                 | Lucio Cecchinello | Fonsi Nieto     | Valentino Rossi |
| 19 maggio Resoconto    | GP di Francia (Le Mans)              | Lucio Cecchinello | Fonsi Nieto     | Valentino Rossi |
| 2 giugno Resoconto     | GP d'Italia (Mugello)                | Manuel Poggiali   | Marco Melandri  | Valentino Rossi |
| 16 giugno Resoconto    | GP di Catalogna (Catalunya)          | Manuel Poggiali   | Marco Melandri  | Valentino Rossi |
| 29 giugno Resoconto    | GP d'Olanda (Assen)                  | Daniel Pedrosa    | Marco Melandri  | Valentino Rossi |
| 14 luglio Resoconto    | GP di Gran Bretagna (Donington Park) | Arnaud Vincent    | Marco Melandri  | Valentino Rossi |
| 21 luglio Resoconto    | GP di Germania (Sachsenring)         | Arnaud Vincent    | Marco Melandri  | Valentino Rossi |
| 25 agosto Resoconto    | GP della Repubblica Ceca (Brno)      | Lucio Cecchinello | Marco Melandri  | Max Biaggi      |
| 8 settembre Resoconto  | GP del Portogallo (Estoril)          | Arnaud Vincent    | Fonsi Nieto     | Valentino Rossi |
| 21 settembre Resoconto | GP del Brasile (Jacarepaguà)         | Masao Azuma       | Sebastián Porto | Valentino Rossi |
| 6 ottobre Resoconto    | GP del Pacifico (Motegi)             | Daniel Pedrosa    | Toni Elías      | Alex Barros     |
| 13 ottobre Resoconto   | GP della Malesia (Sepang)            | Arnaud Vincent    | Fonsi Nieto     | Max Biaggi      |
| 20 ottobre Resoconto   | GP d'Australia (Phillip Island)      | Manuel Poggiali   | Marco Melandri  | Valentino Rossi |
| 3 novembre Resoconto   | GP di Valencia (Valencia)            | Daniel Pedrosa    | Marco Melandri  | Alex Barros     |

## Sistema di punteggio e legenda
| Pos.  | 1  | 2  | 3  | 4  | 5  | 6  | 7 | 8 | 9 | 10 | 11 | 12 | 13 | 14 | 15 | 16 > |
| ----- | -- | -- | -- | -- | -- | -- | - | - | - | -- | -- | -- | -- | -- | -- | ---- |
| Punti | 25 | 20 | 16 | 13 | 11 | 10 | 9 | 8 | 7 | 6  | 5  | 4  | 3  | 2  | 1  | 0    |

## Le classi

### MotoGP

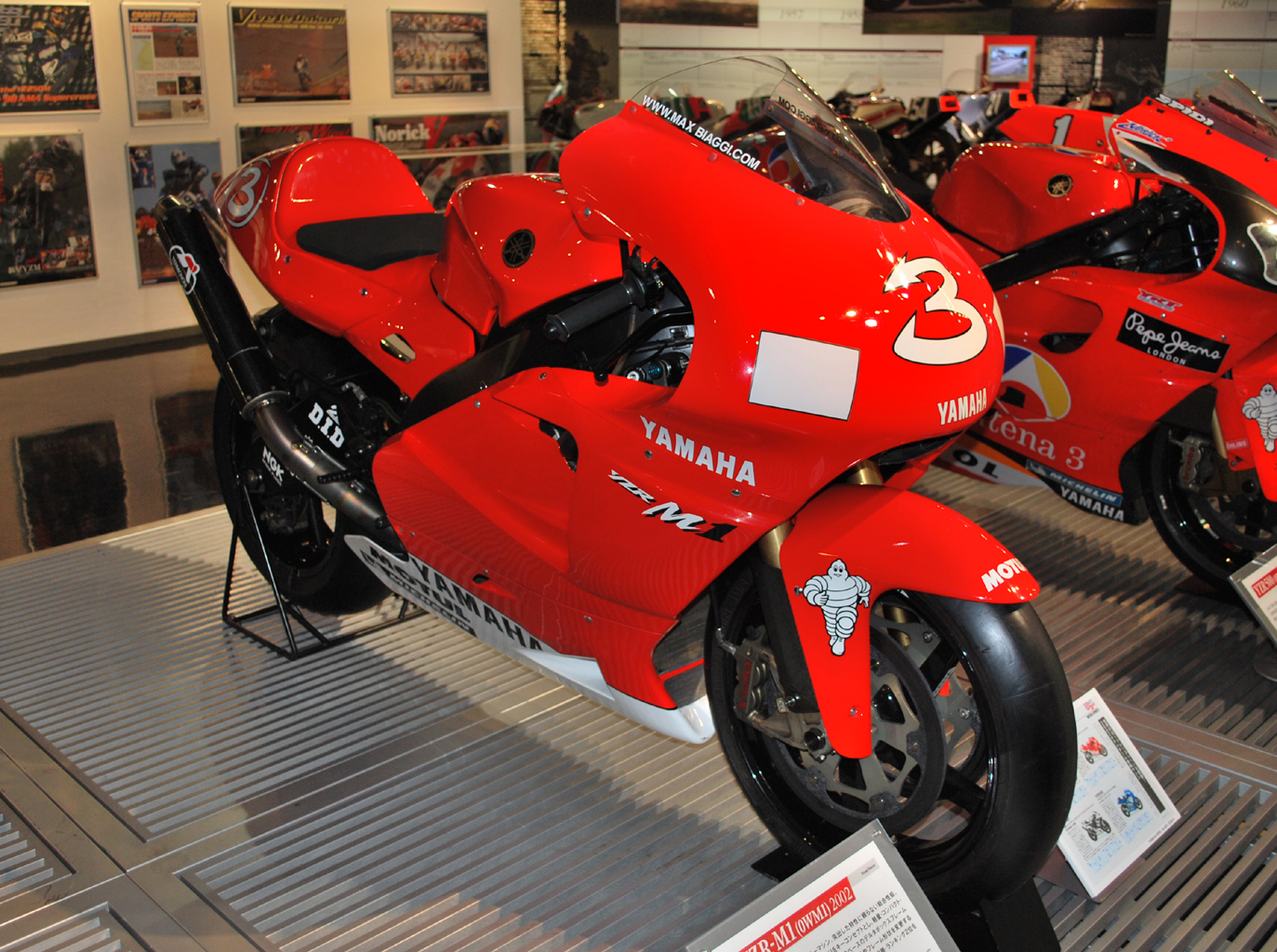
La Yamaha YZR-M1 di Max Biaggi.

Seguendo in un certo qual modo quanto già si stava facendo in Formula 1, anche l'associazione che raggruppava le case motociclistiche, nel varare la nuova classe, decise di avere un numero fisso di posti disponibili assegnati alle varie squadre; in questa prima edizione le squadre iscritte furono 12 e venne considerata una nuova classifica, specificatamente destinata ai team e il cui metodo di punteggio, diversamente da quella destinata ai costruttori, prevedeva la somma di tutti i punti ottenuti dai piloti e non solo il miglior risultato.
Furono quattro le case che si presentarono al via della stagione con modelli preparati in base al nuovo regolamento: Honda, Yamaha, Suzuki e Aprilia; Ducati e Kawasaki avevano invece presentato i loro piani, che prevedevano l'entrata ufficiale in gara solo dal campionato seguente (la seconda delle due fece comunque alcune apparizioni in corsa verso il termine della stagione). Al via dei primi gran premi furono comunque ancora più numerose le moto dell'anno precedente con cilindrata di 500 cm³ a 2 tempi, rispetto ai nuovi modelli a 4 tempi.
Prima dell'inizio delle gare si registrò anche il ritiro ufficiale dalle competizioni da parte di Àlex Crivillé per una grave forma di epilessia; il pilota spagnolo, che era stato campione mondiale della classe regina nel motomondiale 1999, fu costretto a rinunciare ad un contratto già firmato con il team D'Antin.
Questa prima stagione della nuova classe vide l'assegnazione del titolo piloti a Valentino Rossi sulla Honda RC211V, passato quest'anno al team Repsol Honda, che vinse in 11 dei 16 Gran Premi, precedendo Max Biaggi su Yamaha YZR-M1 (2 successi). Al terzo posto giunse Tōru Ukawa, compagno di squadra di Rossi, che ottenne un successo, al quarto Alex Barros che vinse nelle due occasioni restanti.
Anche la classifica riservata ai costruttori vide Honda precedere Yamaha e la nuova classifica per i team vide la Repsol Honda precedere la Marlboro Yamaha.

### Classifica piloti (prime 5 posizioni)
| Pos. | Pilota          | Moto   |     |     |     |     |   |   |   |     |     |     |   |     |     |   |    |     | P.ti |
| ---- | --------------- | ------ | --- | --- | --- | --- | - | - | - | --- | --- | --- | - | --- | --- | - | -- | --- | ---- |
| 1    | Valentino Rossi | Honda  | 1   | 2   | 1   | 1   | 1 | 1 | 1 | 1   | 1   | Rit | 1 | 1   | 2   | 2 | 1  | 2   | 355  |
| 2    | Max Biaggi      | Yamaha | Rit | 9   | SQ  | 3   | 2 | 4 | 4 | 2   | 2   | 1   | 6 | 2   | Rit | 1 | 6  | 3   | 215  |
| 3    | Tōru Ukawa      | Honda  | Rit | 1   | 3   | 2   | 3 | 2 | 5 | NQ  | 3   | 3   | 3 | Rit | 4   | 4 | 3  | 5   | 209  |
| 4    | Alex Barros     | Honda  | 6   | Rit | 5   | 8   | 5 | 5 | 2 | 3   | Rit | 9   | 5 | 4   | 1   | 3 | 2  | 1   | 204  |
| 5    | Carlos Checa    | Yamaha | 3   | 5   | Rit | Rit | 4 | 3 | 3 | Rit | 4   | 5   | 2 | Rit | 5   | 7 | 11 | Rit | 141  |
| Pos. | Pilota          | Moto   |     |     |     |     |   |   |   |     |     |     |   |     |     |   |    |     | P.ti |

| Legenda                                                                        | 1º posto        | 2º posto        | 3º posto | A punti      | Senza punti        | Grassetto=Pole position Corsivo=Giro più veloce |
| Legenda                                                                        | Gara non valida | Non qualificato | Ritirato | Squalificato | "-" Dato non disp. | Grassetto=Pole position Corsivo=Giro più veloce |
| Fonte dei dati: motogp.com, racingmemo.free.fr, autosport.com, jumpingjack.nl. |                 |                 |          |              |                    |                                                 |

### Classifica costruttori (prime tre posizioni)
| Pos. | Costruttore | Motocicletta    |   |    |   |   |     |   |   |   |    |   |   |   |   |   |   |    | P.ti |
| ---- | ----------- | --------------- | - | -- | - | - | --- | - | - | - | -- | - | - | - | - | - | - | -- | ---- |
| 1    | Honda       | NSR500 e RC211V | 1 | 1  | 1 | 1 | 1   | 1 | 1 | 1 | 1  | 2 | 1 | 1 | 1 | 2 | 1 | 1  | 390  |
| 2    | Yamaha      | YZR500 e YZR-M1 | 3 | 5  | 6 | 3 | 2   | 3 | 3 | 2 | 2  | 1 | 2 | 2 | 5 | 1 | 6 | 3  | 272  |
| 3    | Suzuki      | GSV-R           | 2 | 16 | 8 | 5 | Rit | 7 | 6 | 6 | 11 | 4 | 4 | 3 | 6 | 8 | 9 | 13 | 143  |

### Classifica squadre (prime tre posizioni)
| Pos. | Squadra         | Piloti          |     |     |     |     |   |   |     |     |     |     |     |     |     |   |     |     | P.ti |
| ---- | --------------- | --------------- | --- | --- | --- | --- | - | - | --- | --- | --- | --- | --- | --- | --- | - | --- | --- | ---- |
| 1    | Repsol Honda    | Valentino Rossi | 1   | 2   | 1   | 1   | 1 | 1 | 1   | 1   | 1   | Rit | 1   | 1   | 2   | 2 | 1   | 2   | 564  |
| 1    | Repsol Honda    | Tōru Ukawa      | Rit | 1   | 3   | 2   | 3 | 2 | 5   | NQ  | 3   | 3   | 3   | Rit | 4   | 4 | 3   | 5   | 564  |
| 2    | Marlboro Yamaha | Max Biaggi      | Rit | 9   | SQ  | 3   | 2 | 4 | 4   | 2   | 2   | 1   | 6   | 2   | Rit | 1 | 6   | 3   | 356  |
| 2    | Marlboro Yamaha | Carlos Checa    | 3   | 5   | Rit | Rit | 4 | 3 | 3   | Rit | 4   | 5   | 2   | Rit | 5   | 7 | 11  | Rit | 356  |
| 3    | West Honda Pons | Alex Barros     | 6   | Rit | 5   | 8   | 5 | 5 | 2   | 3   | Rit | 9   | 5   | 4   | 1   | 3 | 2   | 1   | 319  |
| 3    | West Honda Pons | Loris Capirossi | 9   | 3   | 4   | 7   | 6 | 6 | Rit |     |     | 6   | Rit | 5   | 3   | 9 | Rit | Rit | 319  |
| 3    | West Honda Pons | Alex Hofmann    |     |     |     |     |   |   |     | 17  | 10  |     |     |     |     |   |     |     | 319  |
| Pos. | Squadra         | Piloti          |     |     |     |     |   |   |     |     |     |     |     |     |     |   |     |     | P.ti |

| Legenda                                                                        | 1º posto        | 2º posto        | 3º posto | A punti      | Senza punti        | Grassetto=Pole position Corsivo=Giro più veloce |
| Legenda                                                                        | Gara non valida | Non qualificato | Ritirato | Squalificato | "-" Dato non disp. | Grassetto=Pole position Corsivo=Giro più veloce |
| Fonte dei dati: motogp.com, racingmemo.free.fr, autosport.com, jumpingjack.nl. |                 |                 |          |              |                    |                                                 |

### Classe 250

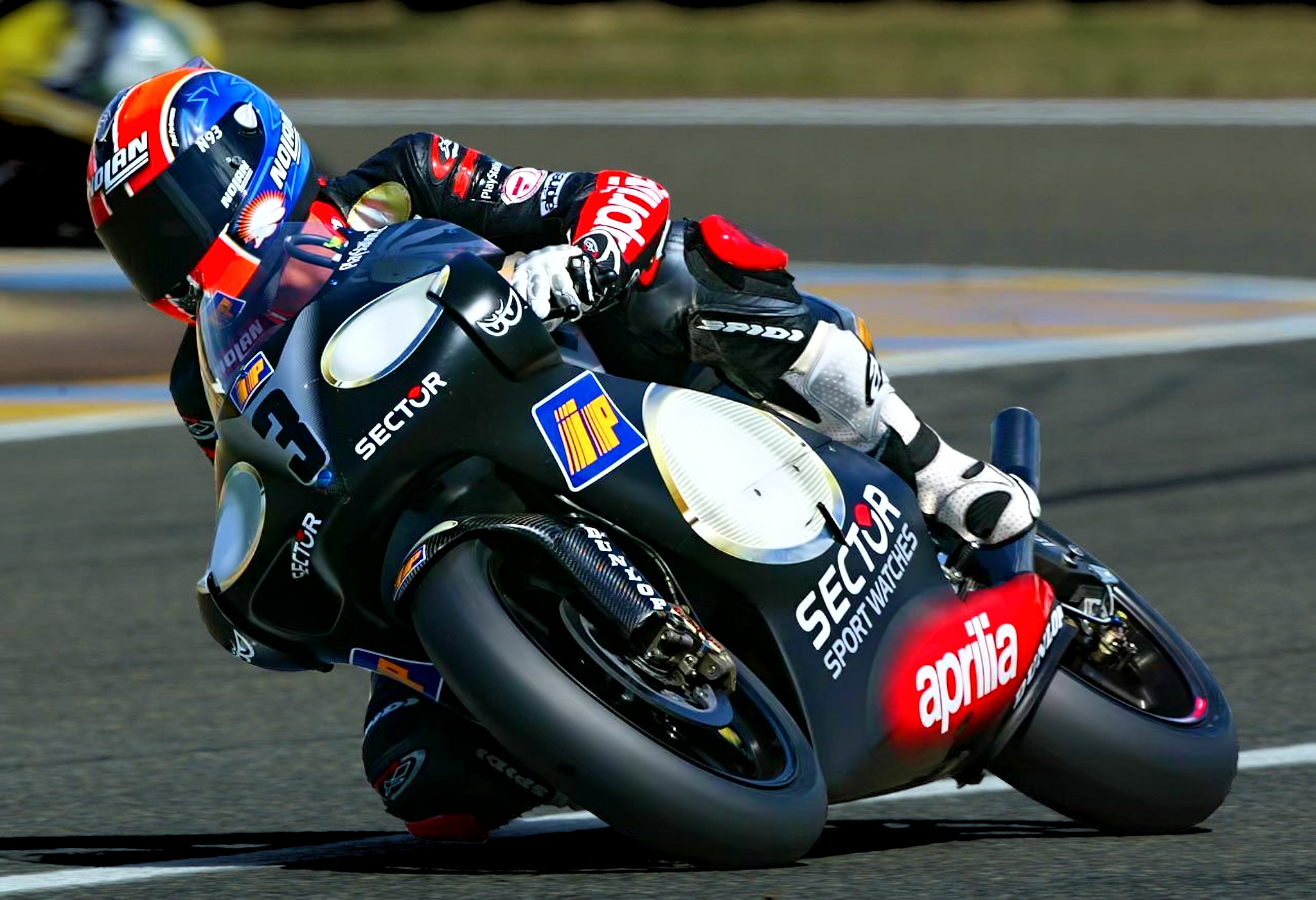
Il campione del mondo Marco Melandri su Aprilia RSV 250.

Anche quest'anno era accaduto che il detentore del titolo dell'anno precedente, in questo caso Daijirō Katō, passasse a gareggiare nella classe di cilindrata superiore; il titolo piloti fu così conquistato da Marco Melandri su Aprilia RSW del team MS Aprilia Racing, con il pilota italiano che vinse anche 9 gran premi sui 16 previsti; precedette in classifica Fonsi Nieto sempre su Aprilia (4 successi) e Roberto Rolfo su Honda NSR del team Fortuna Honda Gresini.
Il titolo costruttori fu vinto da Aprilia che precedette Honda e Yamaha.
Da segnalare la presenza, in occasione del GP di Francia, di Thierry van den Bosch, pilota pluriiridato del supermotard; non porterà però a termine la gara, si ripresenterà anche in Olanda senza centrare la qualificazione e in Germania ritirandosi nuovamente.
In occasione del GP del Portogallo solo 13 piloti tagliarono il traguardo e, di conseguenza, non tutti i punti disponibili vennero assegnati.

### Classifica piloti (prime 5 posizioni)
| Pos. | Pilota          | Moto    |     |    |     |   |   |     |   |     |   |     |    |     |   |     |   |     | P.ti |
| ---- | --------------- | ------- | --- | -- | --- | - | - | --- | - | --- | - | --- | -- | --- | - | --- | - | --- | ---- |
| 1    | Marco Melandri  | Aprilia | Rit | 1  | Rit | 2 | 1 | 1   | 1 | 1   | 1 | 1   | 2  | 4   | 2 | Rit | 1 | 1   | 298  |
| 2    | Fonsi Nieto     | Aprilia | 13  | 3  | 1   | 1 | 3 | 3   | 5 | 2   | 4 | 4   | 1  | Rit | 4 | 1   | 2 | Rit | 241  |
| 3    | Roberto Rolfo   | Honda   | 8   | 4  | 2   | 5 | 8 | 2   | 3 | 5   | 2 | Rit | 4  | 2   | 6 | 3   | 4 | 2   | 219  |
| 4    | Toni Elías      | Aprilia | 11  | 16 | 10  | 6 | 4 | 10  | 2 | 3   | 6 | 3   | 13 | 5   | 1 | 2   | 5 | 10  | 178  |
| 5    | Sebastián Porto | Yamaha  | 5   | 8  | 7   | 8 | 7 | Rit | 4 | Rit | 3 | 2   | 3  | 1   | 8 | 4   | 3 | Rit | 172  |
| Pos. | Pilota          | Moto    |     |    |     |   |   |     |   |     |   |     |    |     |   |     |   |     | P.ti |

| Legenda                                                                        | 1º posto        | 2º posto        | 3º posto | A punti      | Senza punti        | Grassetto=Pole position Corsivo=Giro più veloce |
| Legenda                                                                        | Gara non valida | Non qualificato | Ritirato | Squalificato | "-" Dato non disp. | Grassetto=Pole position Corsivo=Giro più veloce |
| Fonte dei dati: motogp.com, racingmemo.free.fr, autosport.com, jumpingjack.nl. |                 |                 |          |              |                    |                                                 |

### Classifica costruttori
| Pos. | Costruttore | Motocicletta     |   |   |   |   |   |   |   |   |   |   |   |   |   |   |   |   | P.ti |
| ---- | ----------- | ---------------- | - | - | - | - | - | - | - | - | - | - | - | - | - | - | - | - | ---- |
| 1    | Aprilia     | RSV 250          | 3 | 1 | 1 | 1 | 1 | 1 | 1 | 1 | 1 | 1 | 1 | 3 | 1 | 1 | 1 | 1 | 382  |
| 2    | Honda       | RS250RW          | 2 | 4 | 2 | 5 | 8 | 2 | 3 | 5 | 2 | 9 | 4 | 2 | 3 | 3 | 4 | 2 | 244  |
| 3    | Yamaha      | TZ 250 e YZR 250 | 1 | 8 | 7 | 8 | 7 | 7 | 4 | 8 | 3 | 2 | 3 | 1 | 8 | 4 | 3 | 8 | 211  |

### Classe 125

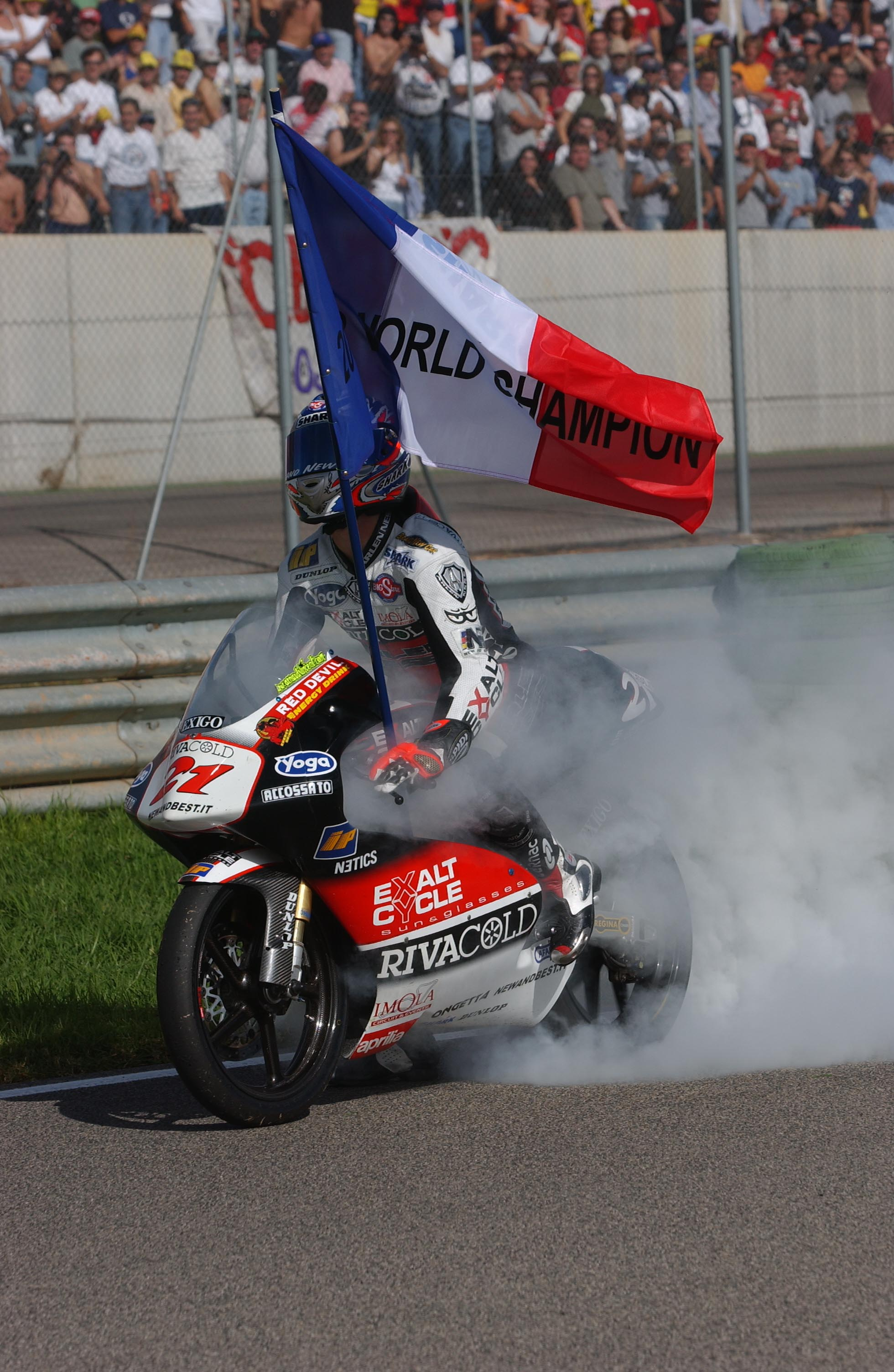
Arnaud Vincent festeggia il titolo mondiale.

Il titolo iridato piloti fu ottenuto dal pilota francese Arnaud Vincent su Aprilia del team Imola Circuit Exalt Cycle Race, che precedette il campione iridato dell'anno precedente Manuel Poggiali su Gilera e Daniel Pedrosa su Honda.
Per quanto riguarda il titolo costruttori i primi tre posti furono occupati rispettivamente da Aprilia, Honda e Gilera.
Da segnalare, in occasione del GP di Spagna, il debutto di Jorge Lorenzo che, con 15 anni e 1 giorno, segna il primato di pilota più giovane ad aver preso parte ad una gara del motomondiale.
In occasione del GP del Portogallo, disturbato dal maltempo, solo 14 piloti tagliarono il traguardo e non vennero assegnati tutti i punti disponibili.

### Classifica piloti (prime 5 posizioni)
| Pos. | Pilota            | Moto    |    |     |    |    |   |    |   |     |     |   |     |     |     |   |   |   | P.ti |
| ---- | ----------------- | ------- | -- | --- | -- | -- | - | -- | - | --- | --- | - | --- | --- | --- | - | - | - | ---- |
| 1    | Arnaud Vincent    | Aprilia | 1  | 2   | 2  | 4  | 9 | 11 | 4 | 1   | 1   | 3 | 1   | 2   | 15  | 1 | 4 | 2 | 273  |
| 2    | Manuel Poggiali   | Gilera  | 3  | 1   | SQ | 2  | 1 | 1  | 2 | 3   | 4   | 5 | Rit | 3   | 2   | 4 | 1 | 7 | 254  |
| 3    | Daniel Pedrosa    | Honda   | 8  | 3   | 4  | 3  | 4 | 2  | 1 | 2   | 7   | 2 | 10  | Rit | 1   | 3 | 5 | 1 | 243  |
| 4    | Lucio Cecchinello | Aprilia | 9  | Rit | 1  | 1  | 6 | 4  | 5 | Rit | Rit | 1 | 6   | 10  | Rit | 2 | 2 | 8 | 180  |
| 5    | Steve Jenkner     | Aprilia | 15 | 4   | 3  | 11 | 8 | 3  | 6 | 5   | 3   | 6 | 3   | 18  | 3   | 6 | 7 | 5 | 168  |
| Pos. | Pilota            | Moto    |    |     |    |    |   |    |   |     |     |   |     |     |     |   |   |   | P.ti |

| Legenda                                                                        | 1º posto        | 2º posto        | 3º posto | A punti      | Senza punti        | Grassetto=Pole position Corsivo=Giro più veloce |
| Legenda                                                                        | Gara non valida | Non qualificato | Ritirato | Squalificato | "-" Dato non disp. | Grassetto=Pole position Corsivo=Giro più veloce |
| Fonte dei dati: motogp.com, racingmemo.free.fr, autosport.com, jumpingjack.nl. |                 |                 |          |              |                    |                                                 |

### Classifica costruttori (prime tre posizioni)
| Pos. | Costruttore | Motocicletta |   |   |    |   |   |   |   |   |   |   |     |   |   |   |   |   | P.ti |
| ---- | ----------- | ------------ | - | - | -- | - | - | - | - | - | - | - | --- | - | - | - | - | - | ---- |
| 1    | Aprilia     | RS 125 R     | 1 | 2 | 1  | 1 | 3 | 3 | 4 | 1 | 1 | 1 | 1   | 2 | 3 | 1 | 2 | 2 | 341  |
| 2    | Honda       | RS 125 R     | 2 | 3 | 4  | 3 | 4 | 2 | 1 | 2 | 7 | 2 | 5   | 1 | 1 | 3 | 5 | 1 | 285  |
| 3    | Gilera      | 125 GP       | 3 | 1 | 18 | 2 | 1 | 1 | 2 | 3 | 4 | 5 | Rit | 3 | 2 | 4 | 1 | 7 | 254  |